# Miehikkälä
Miehikkälä este o comună din Finlanda.